# ورشة تصليح سيارات

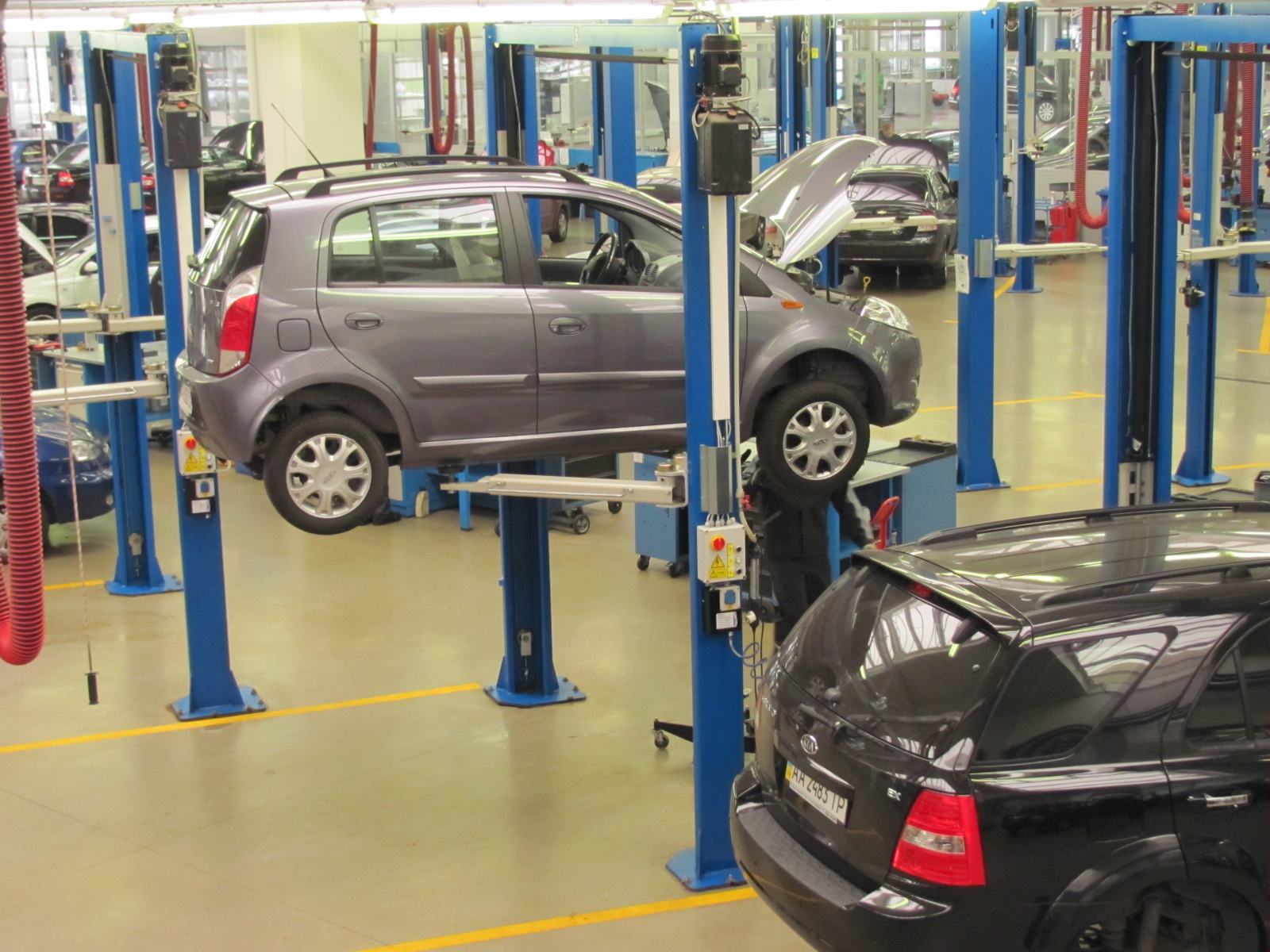
أحد متاجر (وِرش) تصليح السيارات في أُكرانيا

المِرْأَب أو ورشة إصلاح السيارات (بالإنجليزية: Automobile repair shop) (المعروفة أيضًا على المستوى الإقليمي باسم المرآب أو الورشة) هي مؤسسة يتم فيها إصلاح السيارات بواسطة ميكانيكي سيارات وفنيي السيارات.